# 圓鱗四鰭旗魚
圓鱗四鰭旗魚為輻鰭魚綱旗魚目旗魚科的其中一種，分布於東大西洋及地中海海域，棲息深度可達200公尺，體長可達184公分，主要棲息在中上層水域，屬肉食性。

## 擴展閱讀
維基物種上的相關：圓鱗四鰭旗魚